# Llista d'espècies d'Acer
El gènere Acer forma part de la família aceraceae. La classificació de les espècies que componen el gènere ha tingut diverses aproximacions i modificacions des de la inicial de Linné. Encara avui dia hi ha discrepàncies. La darrera classificació de major importància ha estat feta pel taxonomista holandès P. C. de Jong. Per simplificar la tasca s'ha optat per crear subespècies i varietats, dintre d'algunes de les espècies. D'aquesta manera s'han catalogat 124 espècies, 95 subespècies i 8 varietats, agrupades en 16 seccions.

## Espècies

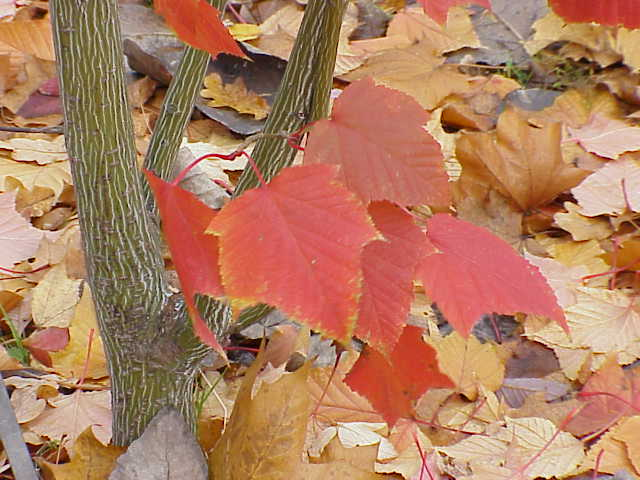
Acer capillipes

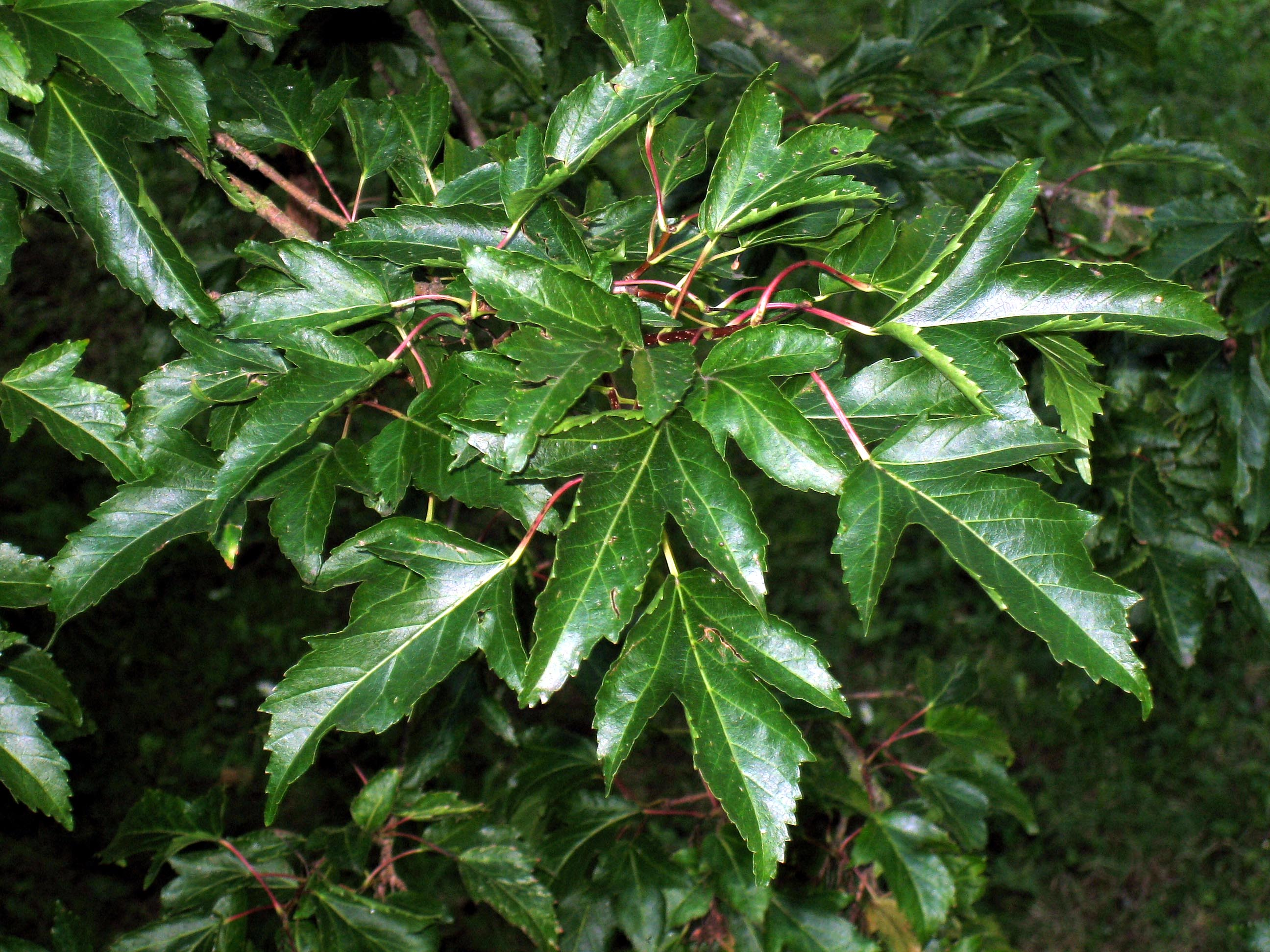
Acer ginnala

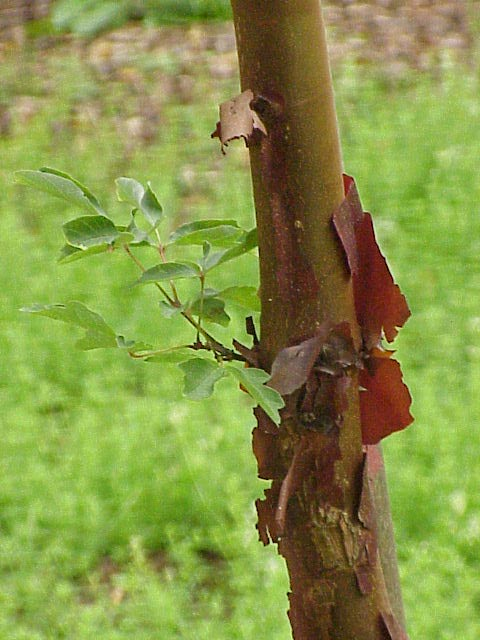
Acer griseum

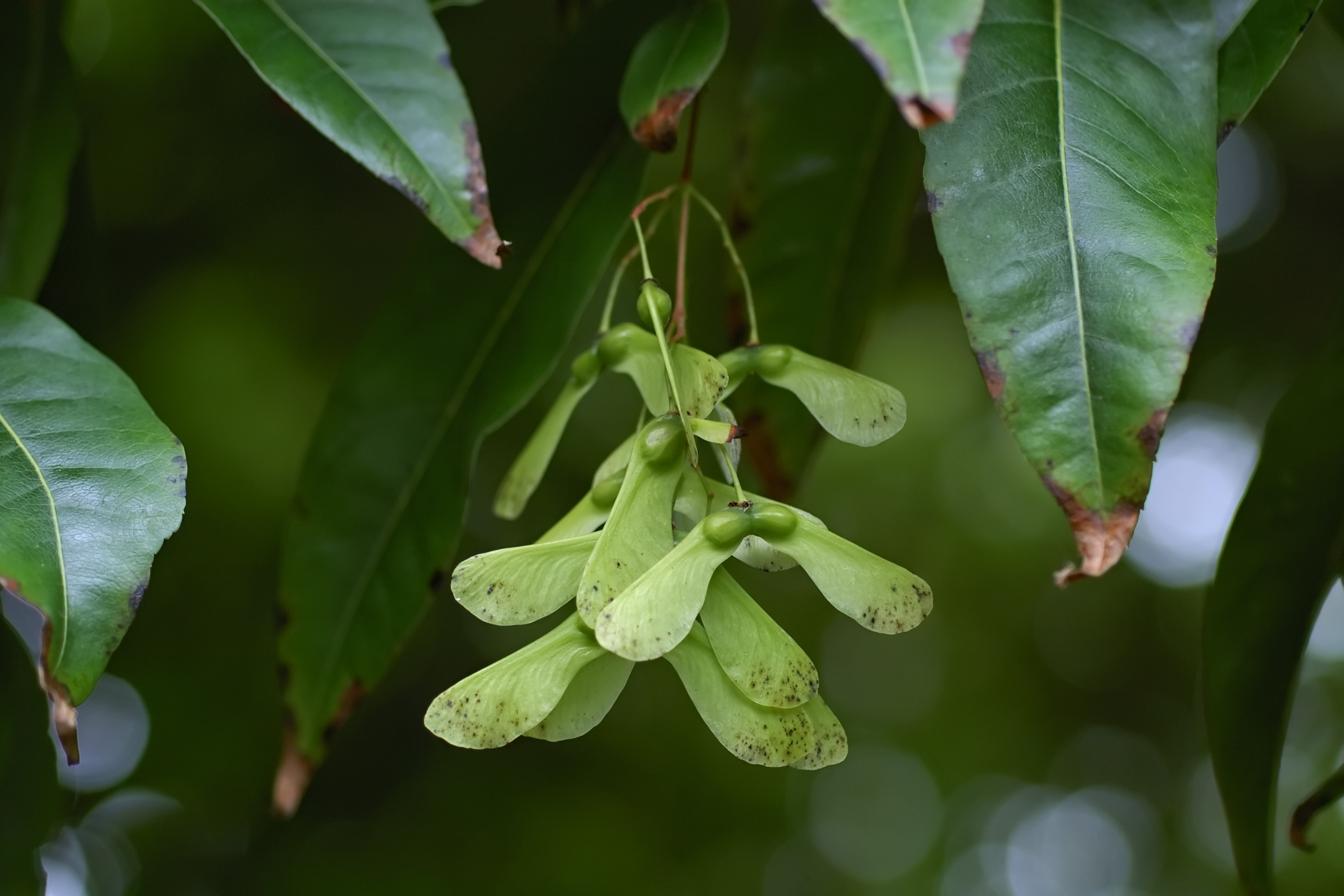
Llavors dAcer laevigatum

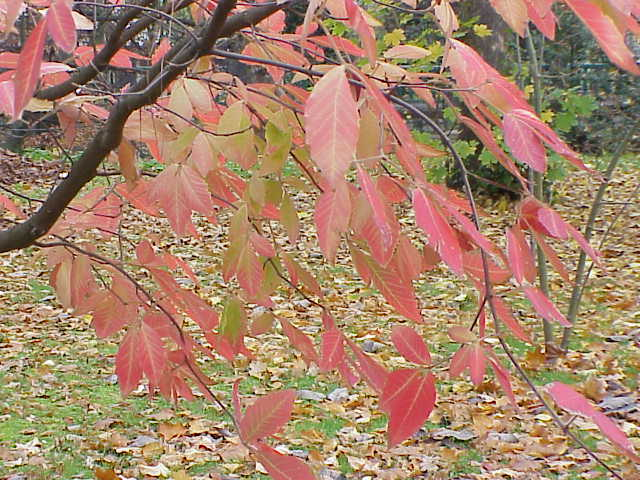
Acer maxomowiczianum

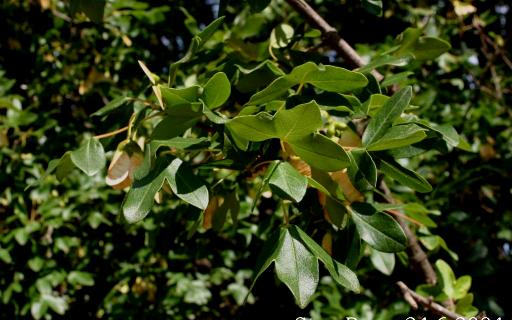
Auró negre Acer monspessulanum

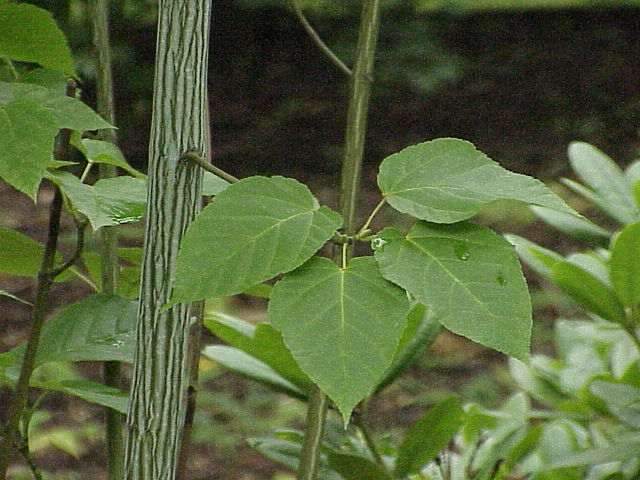
Acer grosseri

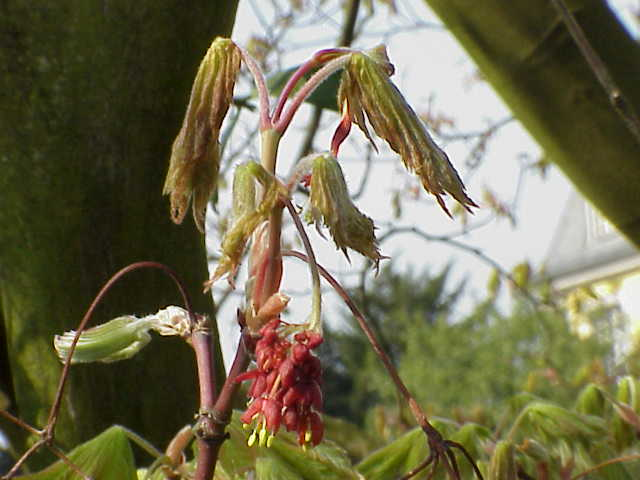
Acer japonicum

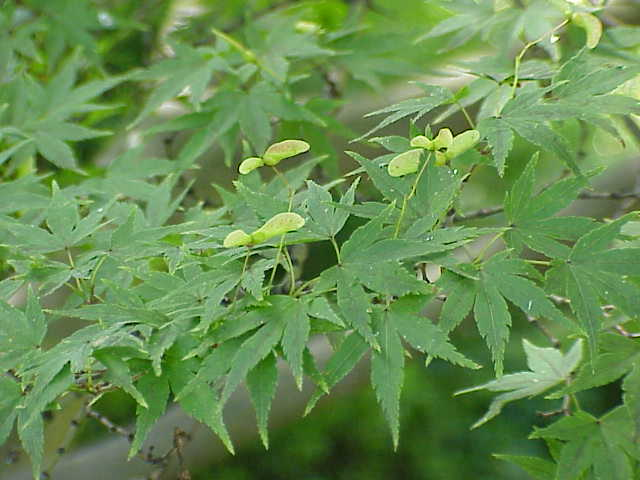
Acer palmatum

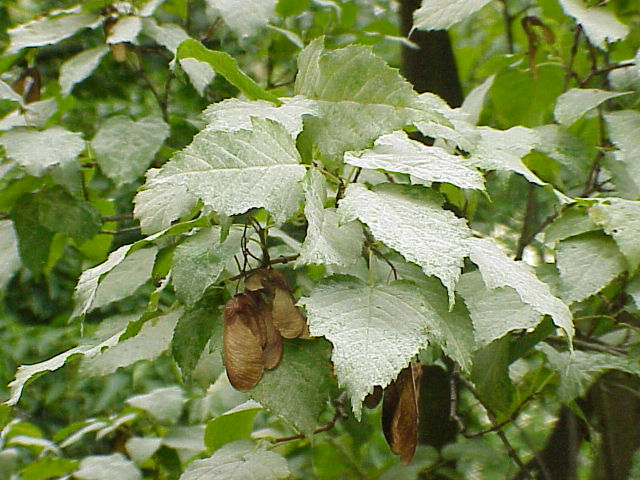
Acer tataricum

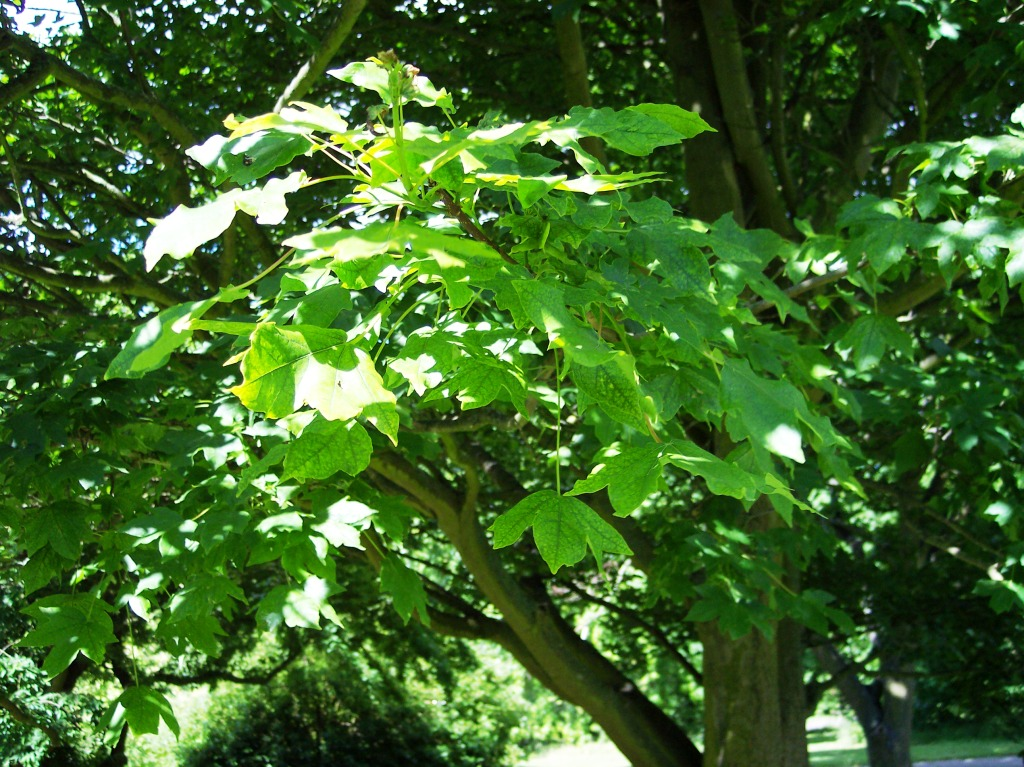
Acer zoeschense

Llistat alfabètic
- Acer albopurpurascens Hayata
- Acer acuminatum Wall. ex D.Don
- Acer aidzuense Franch.[2]
- Acer ambiguum Dipp.
- Acer amplum Rehder[3]
- Acer argutum Maxim.
- Acer barbatum Michx.
- Acer barbinerve Maxim.
- Acer buergerianum Miq.
- Acer caesium Wall. ex Brandis
- Acer calcaratum Gagnep.
- Acer campbellii Hook.f. & Thomson ex Hiern
- Acer campestre L. - Auró blanc
- Acer capillipes Maxim.
- Acer cappadocicum Gled.
- Acer carpinifolium Siebold & Zucc.
- Acer caudatifolium Hayata
- Acer caudatum Wall.
- Acer ceriferum Rehder
- Acer chapaense Gagnep.
- Acer cinnamomifolium Hayata
- Acer circinatum Pursh
- Acer circumlobatum Maxim.
- Acer cissifolium (Siebold & Zucc.) Koch
- Acer confertifolium Merril & Metcalf
- Acer cordatum Pax
- Acer coriaceifolium Lév.
- Acer crassum Chu & Cheng
- Acer crataegifolium Siebold & Zucc.
- Acer creticum L.
- Acer davidii Franch.
- Acer diabolicum Blume ex Koch
- Acer discolor Maxim.
- Acer distylum Siebold & Zucc.
- Acer duplicatoserratum Hayata
- Acer elegantulum Fang & Chiu
- Acer erianthum Schwer.
- Acer erythranthum Gagnep.
- Acer eucalyptoides Fang & Wu
- Acer fabri Hance
- Acer fedschenkoanum Krishtofovich
- Acer fengii Murray[4]
- Acer fenzelianum Hand.-Mazz.
- Acer flabellatum Rehder[5]
- Acer floridanum Chapman
- Acer forrestii Diels[6]
- Acer franchetii Pax[7]
- Acer garrettii Craib
- Acer ginnala Maxim.[8]
- Acer giraldii Pax
- Acer glabrum Torr.
- Acer granatense Boiss.[9]
- Acer grandidentatum Torr. & Gray[10]
- Acer griseum (Franch.) Pax
- Acer grosseri Pax[11]
- Acer hainanense Chun & Fang
- Acer heldreichii Orph. ex Boiss.
- Acer henryi Pax[12]
- Acer hersii Rehder
- Acer hyrcanum Fisch. & Meyer
- Acer japonicum Thunb.
- Acer kiukiangense Hu & Cheng
- Acer komarovii Pojark.
- Acer kuomeii Fang & Fang f.
- Acer kweilinense Fang & Fang f.
- Acer laevigatum Hu & Cheng
- Acer lampingense Fang & Fang f.
- Acer laurinum Hassk.
- Acer laxiflorum Pax[13]
- Acer leipoense Fang & Soong
- Acer leucoderme Small[14]
- Acer linganense Fang & Chiu
- Acer lobelii Ten.[15]
- Acer longipes Franch. ex Rehder
- Acer lucidum Metcalf
- Acer macrophyllum Pursh
- Acer mandshuricum Maxim.
- Acer mapienense Fang
- Acer maximowiczianum Miq.
- Acer maximowiczii Pax[16]
- Acer miaoshanicum Fang
- Acer miaotaiense P.C.Tsoong[17]
- Acer micranthum Siebold & Zucc.
- Acer miyabei Maxim.
- Acer mono Maxim.
- Acer monspessulanum L. - Auró negre
- Acer montanum Aiton[18]
- Acer morifolium Koidz.
- Acer nayongense Fang
- Acer negundo L. - Negundo
- Acer nikoense Maxim.
- Acer nigrum Michx.f.[19]
- Acer nipponicum Hara
- Acer oblongum Wall. ex DC.
- Acer obtusifolium Sibthorp & Smith
- Acer olivaceum Fang & Chiu
- Acer oliverianum Pax[20]
- Acer opalus Miller - Blada
- Acer opulifolium Villars
- Acer orientale L., nomen ambiguum[21]
- Acer palmatum Thunb.
- Acer pauciflorum Fang
- Acer paxii Franch.
- Acer pectinatum Wall. ex Nicholson
- Acer pensylvanicum L.
- Acer pentaphyllum Diels
- Acer pentapomicum Stewart ex Brandis
- Acer pictum auct. non Thunb.
- Acer pilosum Maxim.
- Acer platanoides L. - Erable
- Acer pseudoplatanus L. - Plàtan fals
- Acer pseudosieboldianum (Pax) Komarov
- Acer pubescens Franch.
- Acer pubipalmatum Fang
- Acer pycnanthum K.Koch
- Acer regelii Pax
- Acer robustum Pax
- Acer rubescens Hayata
- Acer rubrum L.
- Acer rufinerve Siebold & Zucc.
- Acer saccharinum L.
- Acer saccharum Marshall - Auró del sucre
- Acer schneiderianum Pax & Hoffman
- Acer semenovii Regel & Herder
- Acer sempervirens L.
- Acer serrulatum Hayata
- Acer shangszeense Fang & Soong
- Acer shihweii Chun & Fang
- Acer shirasawanum Koidz.
- Acer sichourense Fang & Fang f.
- Acer sieboldianum Miq.
- Acer sikkimense Miq.
- Acer sinense Pax[22]
- Acer sino-oblongum Metcalf
- Acer sinopurpurascens Cheng
- Acer skutchii Rehder[23]
- Acer spicatum Lamarck
- Acer stachyophyllum Hiern
- Acer sterculiaceum Wall.
- Acer sunyiense Fang
- Acer sutchuenense Franch.
- Acer sycopseoides Chun
- Acer syriacum Boiss. & Gaillardot
- Acer taipuense Fang
- Acer tataricum L.
- Acer tegmentosum Maxim.
- Acer tenellum Pax
- Acer tetramerum Pax
- Acer tibetense Fang
- Acer tonkinense Lecompte
- Acer trautvetteri Medwed.[24]
- Acer trilobatum Lamb.
- Acer triflorum Komarov
- Acer truncatum Bunge
- Acer tschonoskii Murray
- Acer tutcheri Duthie
- Acer ukurunduense Trautvetter & Meyer[25]
- Acer undulatum Pojark.
- Acer vanvolxemii Masters
- Acer velutinum Boiss.
- Acer villosum Wall.
- Acer wangchii Fang
- Acer wardii W.W.Smith
- Acer wilsonii Rehder[26]
- Acer wuyuanense Fang & Wu
- Acer yangbiense Chen & Yang
- Acer yaoshanicum Fang
- Acer yinkunii Fang
- Acer yuii Fang

## Híbrids
- Acer × bormuelleri Borbas (A. monspessulanum × A. campestre o A. opalus)
- Acer × boscii Spach (A. monspessulanum × A. tataricum o A. pensylvanicum × A. tataricum, possiblement A. tataricum × A. campestre)
- Acer × conspicuum van Gelderen & Otterdoom (A. davidii × A. pensylvanicum)
- Acer × coriaceum Bosc ex Tausch (A. monspessulanum × A. opalus' ssp. obtusatum)
- Acer × dieckii van Gelderen & Otterdoom[27]
- Acer × durrettii Pax
- Acer × freemanii Murray (A. rubrum × A. saccharinum)
- Acer × hillieri Lancaster (A. miyabei × A. cappadocicum 'Aureum')
- Acer × hybridum Bosc
- Acer × martinii Jordan (A. monspessulanum × A. opalus)
- Acer × pseudo-heldreichii Fukarek & Celjo (A. pseudoplatanus × A. heldreichii)
- Acer × ramosum Jordan (A. monspessulanum × A. opalus)
- Acer × rotundilobum Schwer.
- Acer × schwerinii Pax (incert, potser A. crataegifolium × A. rufinerve)
- Acer × zoeschense Pax (A. campestre × ambdós A. cappadocicum o A. lobelii)[28]

## Seccions
Les espècies estan agrupades en 16 seccions. Els criteris utilitzats per a la classificació han estat diversos històricament, i principalment s'han basat en la morfologia de les fulles i dels òrgans reproductors (flors i fruits). Darrerament s'ha utilitzat el mètode de la quimiotaxonomia, entre d'altres per de Jong.
La classificació segueix aproximadament un ordre de complexitat o modernitat dintre de la successió evolutiva, des de la més primitiva a la més evolucionada.

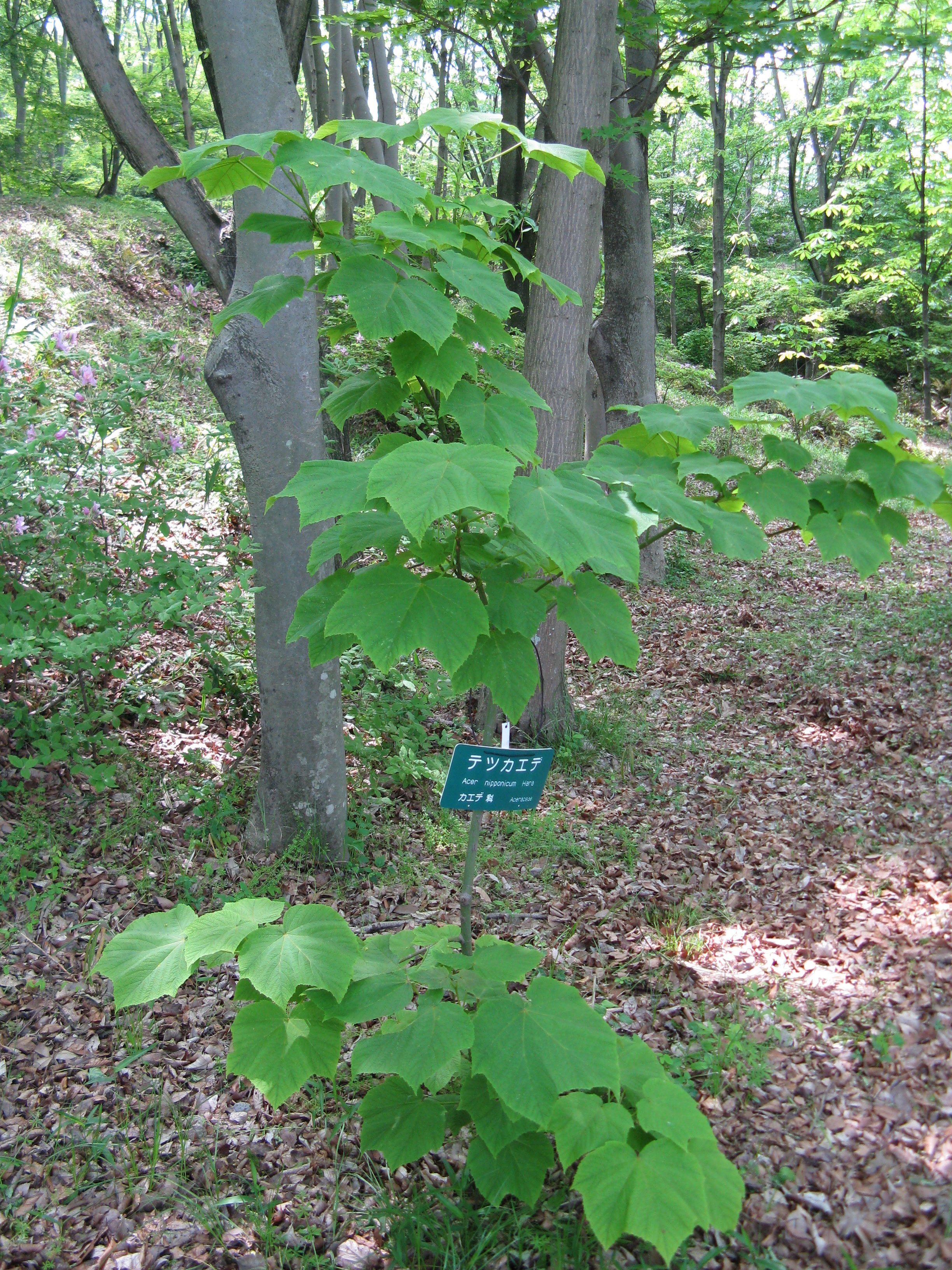
Acer nipponicum

1. Secció Parviflora. Comprèn els aurons més primitius. Les inflorescències són de tipus panícula o espiga, i tenen de 25 a 400 flors. La tendència partenocàrpica és mitjana. Inclou quatre espècies, la principal de les quals és A. nipponicum

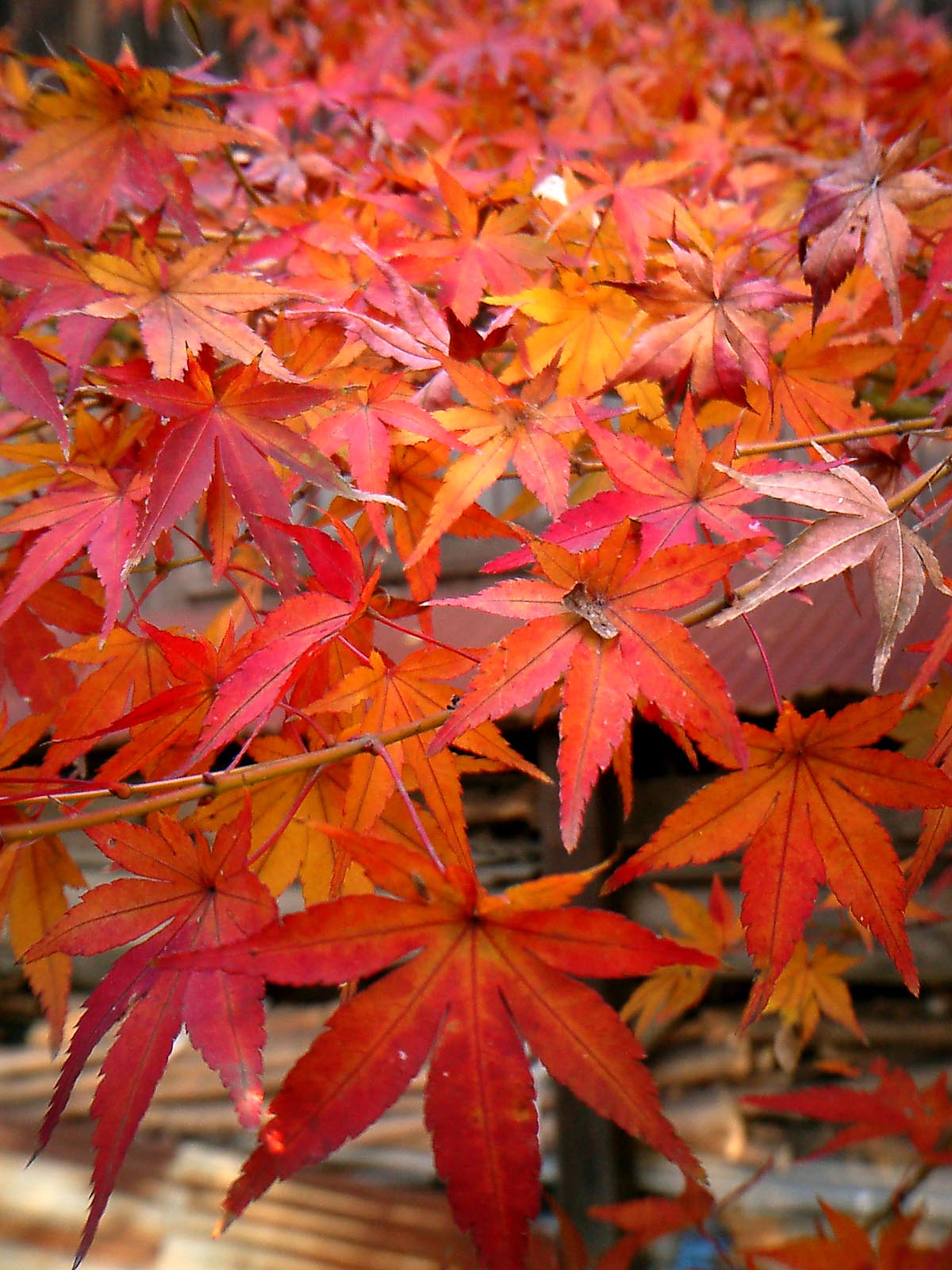
Acer palmatum

2. Secció Palmata. Les espècies d'aquesta secció tenen les inflorescències en corimbe, i una tendència partenocàrpica feble o mitjana. És la secció que comprèn un nombre més gran d'espècies, les principals de les quals A. japonicum, A. sieboldianum, A. palmatum.
3. Secció Wardania. Comprèn una sola espècie, A. wardania.
4.Secció Macrantha. Comprèn 14 espècies d'arbres i arbusts de talla mitjana. Les inflorescències són en forma de raïm, i rarament en corimbe, i comprenen de 10 a 25 flors. Agrupa tots els aurons que tenen escorça fina estriada. Ocupen una gran extensió geogràfica, des de l'Himàlaia fins al Japó, excepte A. pensylvanicum que es troba a la costa est dels Estats Units.
5. Secció Glabra. Comprèn dos grups. El grup Glabra és originari d'Amèrica i consisteix en l'espècie A. glabrum, i les seves subespècies. Tenen inflorescències petites en forma de raïm o corimbe, terminals o axil·lars. Els fruits són glabres i plans. Tenen una forta tendència partenocàrpica. El grup Arguta es troba a l'est Asiàtic i comprèn dues espècies dioiques més evolucionades.

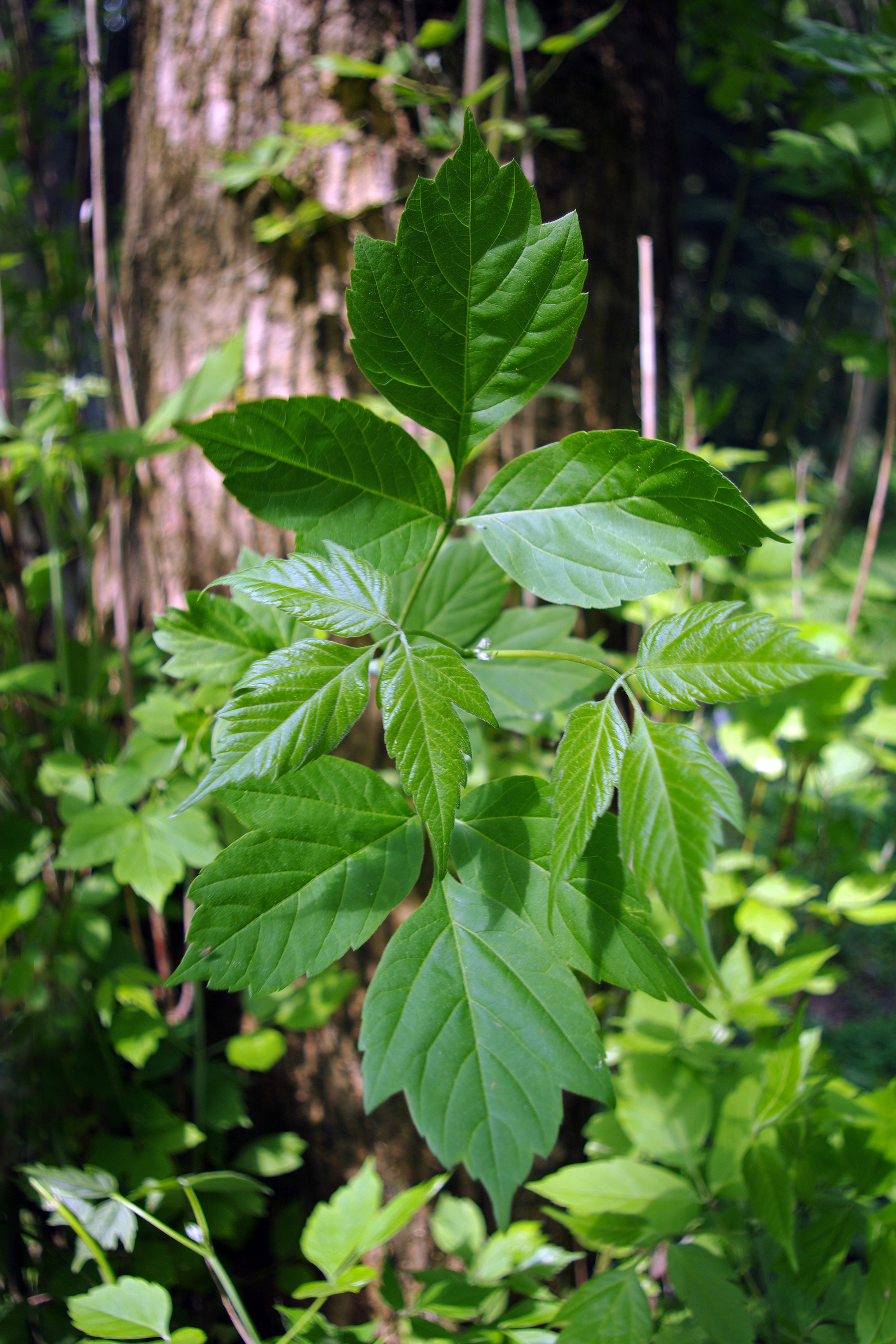
Acer negundo, fulles

6. Secció Negundo. Té dos grups molt propers, un americà i un altre asiàtic. La principal característica distintiva són les seves fulles de nervadura pinnada i compostes, d'evolució primitiva. Les inflorescències són en forma de raïm simple o compost. El grup americà comprèn una espècie, A. negundo. El grup asiàtic conté dues espècies, A. cissifolium i A. henryi, que són dioiques i de mida petita.
7. Secció Indivisa. És una secció aïllada, amb una sola espècie A. carpinifolium. Les fulles són senceres amb nervis paral·lels. L'estructura del pol·len és molt diferent de les altres espècies de la família.

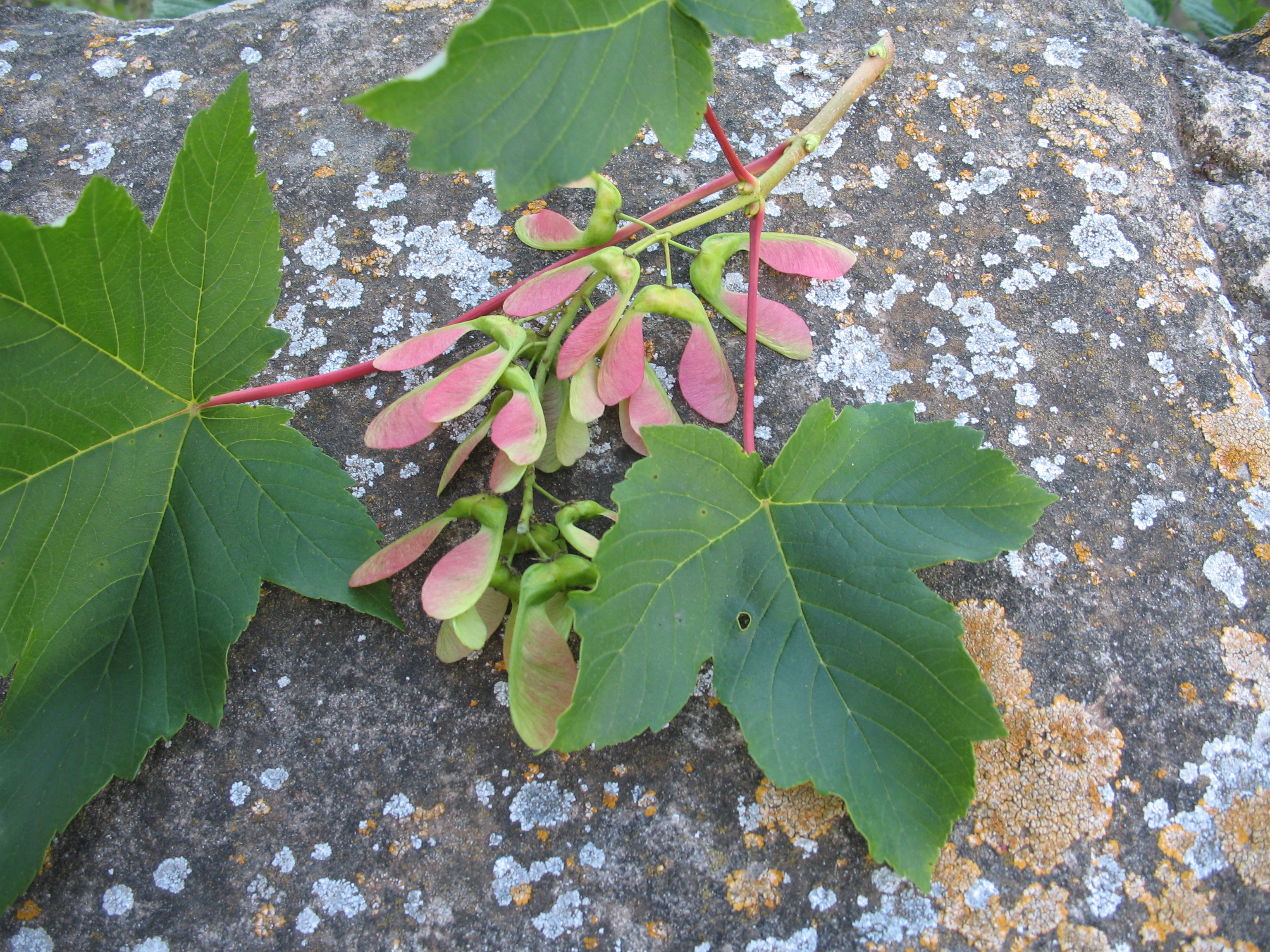
Fruits d'Acer pseudoplatanus, Garrotxa

8. Secció Acer. Aquesta secció es divideix en tres sèries.
La sèrie Acer inclou l'espècie A. pseudoplatanus, de molta importància forestal a Europa, i present al nord de la península Ibèrica; i quatre espècies més. Són arbres de gran mida, amb fulles lobulades, repartits per Europa i Àsia occidental.
La sèrie Monspessulana consisteix en arbres de petita mida o arbustos repartits en cinc espècies amb subespècies, que tenen fulles petites o mitjanes. A. opalus (Blada), relativament comú a Catalunya, i A. monspessulanum (Auró de Montpeller) pertanyen a aquesta sèrie.
La sèrie Saccharodendron comprèn solament l'espècie A. Saccharum, que inclou diverses subespècies, repartides pel continent americà, des del Canadà a Guatemala.
9. Secció Pentaphylla. Comprèn dues sèries. La sèrie Pentaphylla inclou una sola espècie, A. pentaphyllum. Originari de la Xina, és un petit arbre que té les fulles palmades.
La sèrie Trifida inclou 10 espècies, totes de la Xina, que viuen en zones càlides o subtropicals. Tenen fulles perennes senceres o trilobades. Les principals espècies són A. oblongum, A. paxii, A. buerguerianum.
10. Secció Trifoliata. Les espècies d'aquesta secció són de provinença asiàtica, i força evolucionades, encara que les fulles són compostes i, per tant, primitives. Algunes tenen escorça que s'exfolia. Les inflorescències són en raïm o corimbe. Les granes tenen pericarpi lignificat.
La sèrie Grisea comprèn tres espècies: A. griseum, A. maximowiczianum i A. triflorum.
La sèrie Mandshurica consta de dues espècies originàries de la Xina central, que són petits arbres o arbusts.
11. Secció Lithocarpa. Comprèn dues sèries.
La sèrie Macrophyla és més primitiva, i consisteix en l'espècie A. macrophylum originària de Nord-amèrica. Les seves fulles palmades són les més grans de tots els aurons (macro = gran, phyla = fulla), i tenen uns llargs pecíols que contenen saba lletosa, tal com també passa a la sèrie platanoides que li és propera. La mida de l'arbre és també gran, d'uns 25 m.
La sèrie Lithocarpa també consta d'arbres de grans dimensions, amb fulles tri o penta palmades. Comprèn les espècies asiàtiques A. diabolicum, A. sinopurpurascens i A. sterculiacens.

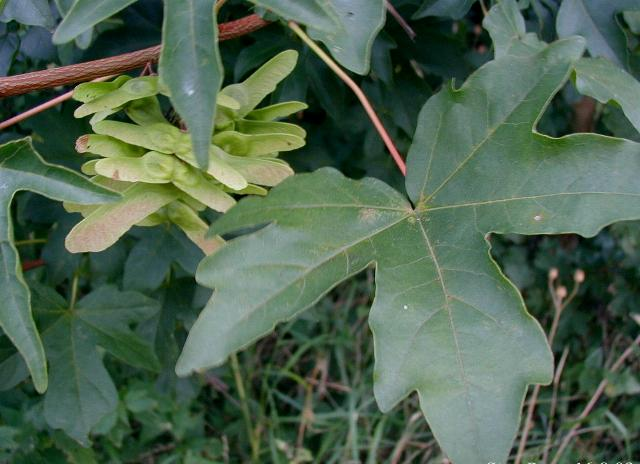
Auró blanc, fulles i fruits

12. Secció Platanoidea. Comprèn 10 espècies i 10 subespècies. Es troba en un ampli territori des d'Europa fins al Japó. Els arbres d'aquesta secció són de mida gran o mitjana, i tenen fulles tri, penta o heptalobulades. Les inflorescències són de tipus corimbe terminal o axil·lar. Tendència partenocàrpica moderada. Els pecíols de les fulles exsuden un fluid lletós quan es trenquen. Pertanyen a aquesta secció l'Acer platanoides (Erable) i l'Acer campestre (Auró blanc).
13. Secció Pubescentia. Consisteix en dues espècies força rares, que es troben a la Xina. Són arbres petits o arbustos grans, amb fulles trilobulades, coriàcies i glauques al revers.
14. Secció Ginnala. És monoespecifica i consisteix en A. tataricum i les seves subespècies, que es troben a Europa oriental i Àsia. Les fulles són enteres o trilobulades, i les inflorescències en corimbe terminal o axil·lar.

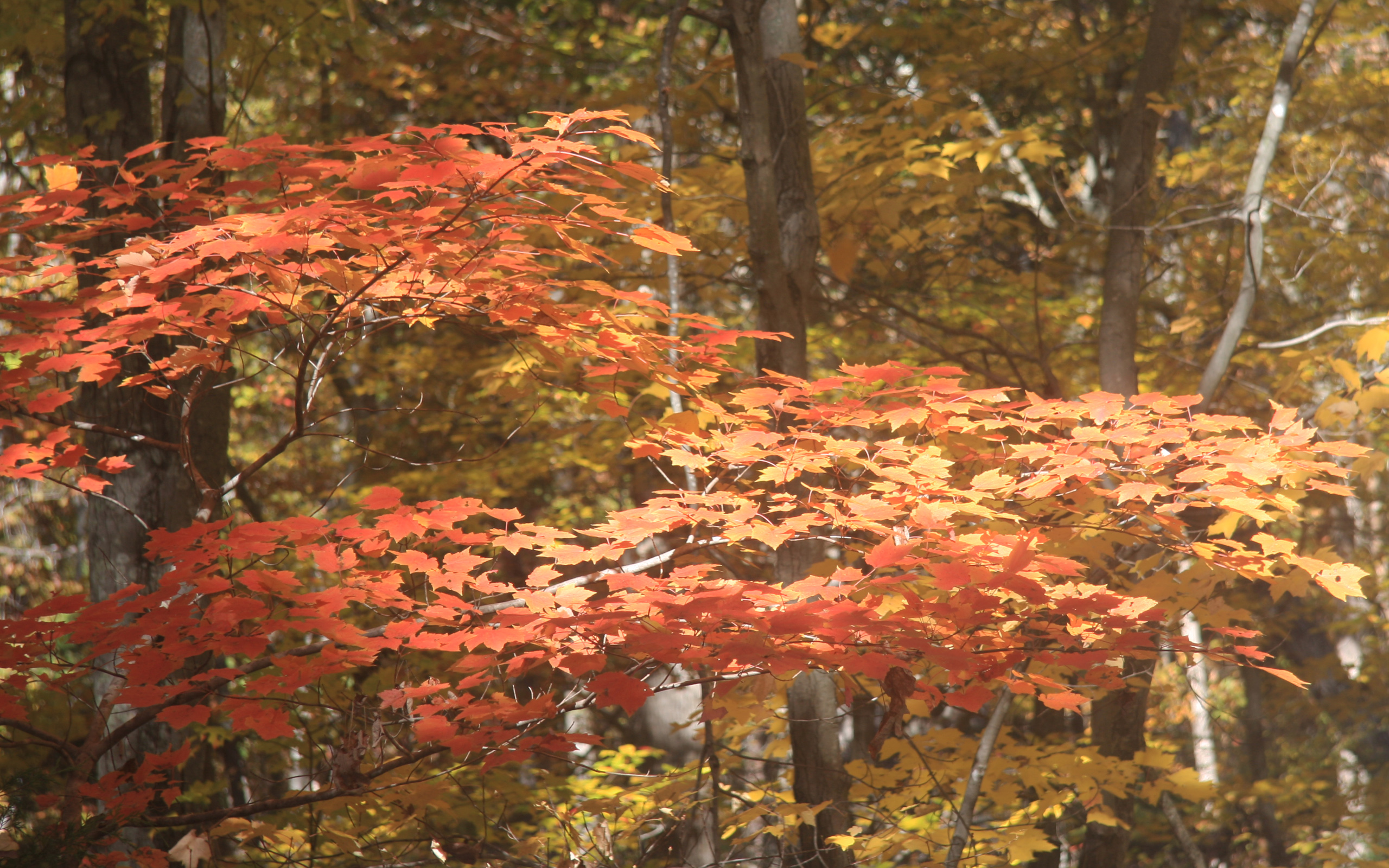
A. Rubrum, fulles a la tardor

15. Secció Rubra. És una secció molt evolucionada i comprèn tres espècies d'arbres grans, A. rubrum i A. saccharinum d'origen americà, i A. pycnanthum del Japó. Les inflorescències són en umbel·la, i la floració és precedent a la brotació de les fulles. Té una tendència partenocàrpica feble, i els fruits no presenten dormició.
16. Secció Hyptiocarpa. Aquesta secció pot ser la més evolucionada, i comprèn dues espècies A. garrettii i A. laurinum que es troben al Sud-est asiàtic. Les fulles, que són enteres i coriàcies, amb els marges enters, són perennes i a voltes caduques. Les inflorescències són en corimbe o raïm en posició axil·lar. La tendència partenocàrpica és molt feble.